# Yuichi Tsuchihashi

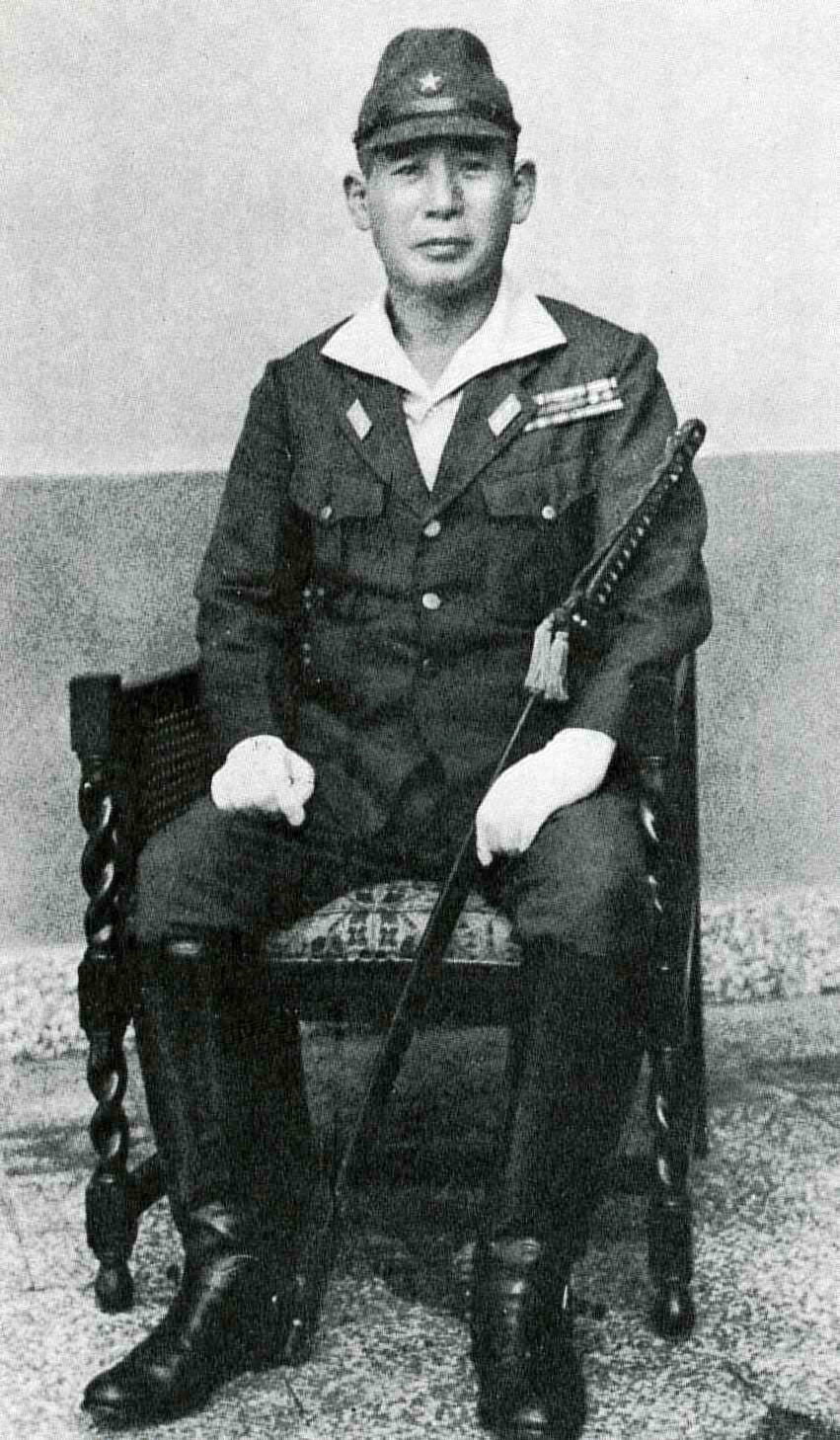
Yuitsu Tsuchihashi

Yuitsu Tsuchihashi (土橋勇逸, Tsuchihashi Yuitsu) (Saga, 1 de Janeiro de 1891 — 31 de Maio de 1972), também transliterado Yuichi Tsuchihashi, foi um tenente-general do Exército Imperial Japonês que comandou as forças de ocupação japonesas no Timor Português.